# Hitman: Agent 47
Hitman: Agent 47 ist ein US-amerikanischer Actionfilm aus dem Jahr 2015, der auf der Computerspielserie Hitman basiert. Regie führte Aleksander Bach, das Drehbuch schrieben Michael Finch, Kyle Ward und Skip Woods. Der Film handelt von dem fiktiven Auftragskiller (englisch: hitman) „Agent 47“. Die Hauptrollen spielten Rupert Friend, Zachary Quinto, Hannah Ware und Thomas Kretschmann. Die Weltpremiere hatte der Film am 19. August 2015 in Berlin. Der Kinostart in Deutschland war am 27. August 2015.

## Handlung
Agent 47 macht sich auf die Suche nach Katia van Dees, der Tochter von Petr Litvenko, der „Das Agentenprogramm“ ins Leben gerufen hat – ein Programm, das zur Erschaffung von Agent 47 geführt hat. Gleichzeitig versucht LeClerq, der Kopf der Organisation „Syndicate International“, eine unaufhaltsame Armee von neueren, besseren Klonen zu entwickeln. Dementsprechend ist Agent 47 nicht alleine auf der Suche. LeClerq hat John Smith geschickt, einen mit Dermalpanzerung ausgestatteten Supersoldaten, der rein physisch dem Agenten überlegen ist. John Smith gelingt es auch, Katia van Dees als erstes zu erreichen und gewinnt ihr Vertrauen. Nach einem heftigen Schusswechsel, unter anderem in der US-amerikanischen Botschaft von Berlin, verstecken sich John und Katia in einem Hotelzimmer. Dort versucht John Katia den Aufenthaltsort ihres Vaters zu entlocken. Mit neuen Informationen von John gelingt es ihr tatsächlich, den Aufenthaltsort zu bestimmen. Als sie es ihm gerade erzählen will, taucht Agent 47 auf und tötet John scheinbar. Es gelingt ihm, Katia davon zu überzeugen, dass er der „Gute“ in diesem Fall sei und er verhindern wolle, dass das Agentenprogramm neu aufgelegt wird. Im Laufe des Films stellt sich heraus, dass Katja van Dees in Wahrheit „quatre-vingt-dix“ heißt, französisch für „90“. Katia durchlief als Kind das gleiche Agentenprogramm wie Agent 47 und ihr wurden einige Fähigkeiten einprogrammiert, die ihr das Leben auf der Flucht erleichtern sollen. Sie ist aber noch ungeübt. Es kommt zu einem weiteren Showdown mit John, der dem Agenten überlegen ist. Doch 47 nutzt eine Schwäche von John aus. Dieser sucht nämlich die Bestätigung, dass er dem Agenten überlegen ist, und so gelingt es Katia und 47, John vorübergehend auszuschalten.
Katia hat ihren Vater in Singapur verortet, wo der todkranke, da unter Lungenkrebs leidende Mann, seinen Lebensabend zu verbringen gedenkt. Die beiden reisen nach Singapur, doch auch John kommt ihnen auf die Schliche. In Singapur treffen sie nach einigen Verfolgungsjagden dann tatsächlich Katias Vater. Es gelingt Syndicate jedoch, den Mann festzusetzen. Agent 47 nutzt dies aus, um LeClerq aus seinem hermetisch abgeriegelten Versteck zu locken. In einem letzten Showdown gelingt es dem Agenten, John Smith auszuschalten. Derweil flieht LeClerq mit dem Vater von Katia. Dieser führt jedoch eine Sprengkapsel mit sich, die er explodieren lässt. So opfert er sich selbst, um Syndicate zu zerschlagen.
Agent 47 ist nun abtrünnig und will Katia weiter beschützen. Seine eigene Organisation hetzt Agent 48 auf sie. Die beiden eröffnen das Feuer, danach folgt der Abspann. In einer Szene sieht man, wie der scheinbar mit einem Stromschlag getötete John Smith wieder die Augen öffnet.

## Hintergrund
Im Februar 2013 wurde bekannt, dass 20th Century Fox ein Remake des im Jahr 2007 veröffentlichten Film Hitman – Jeder stirbt alleine mit dem Titel Agent 47 plant. Die titelgebende Hauptrolle sollte Paul Walker spielen. Nach dessen Unfalltod wurde die Produktion verschoben und die Besetzung umgestellt. Für den in Polen geborenen Werberegisseur Aleksander Bach, der seit seiner Kindheit in Deutschland lebt, ist es der erste Feature-Film. Der Film wurde in Potsdam, Berlin und Singapur gedreht. Der erste englischsprachige Trailer wurde am 11. Februar 2015 veröffentlicht. Das Medienboard Berlin-Brandenburg förderte den Film mit 300.000 Euro.

## Kritik
Hitman: Agent 47 wurde von den allermeisten Kritikern verrissen. Die Rezensionssammlung Rotten Tomatoes zählt 91 Kritiken, von denen nur 7 positiv ausfielen. Das Lexikon des internationalen Films resümiert, dass der Film „sich […] in der bloßen Aneinanderreihung dramaturgischer Oberflächlichkeiten“ erschöpfe und „[a]llenfalls die klug vorgenommene Besetzung […] den seelenlosen Charakteren eine gewisse Empfindsamkeit [verleiht]“.